# Reproductibilitat
La reproductibilitat d'un experiment preveu la possibilitat de repetir-lo per part d'un equip diferent del primer que el va fer, en condicions similars, per mirar de comprovar si els resultats coincideixen. És un dels pilars del mètode científic, ja que una teoria i els seus exemples han de poder repetir-se i reproduir-se en contextos variats per mirar d'aplicar-la a àmbits nous i avançar a partir d'ella en el coneixement, és a dir, un postulat científic ha de ser reproduïble per a poder ser compartit per la comunitat i no quedar-se en l'especulació personal.
La reproductibilitat és el grau d'acord entre mesuraments o observacions conduïdes en espècimens replicats en diferents llocs per persones diferents, la reproductivitat forma part de la precisió d'un mètode de prova.
La reproductibilitat també es refereix a la capacitat de reproduir un experiment sencer o un estudi per qualsevol persona treballant de forma independent. Els valors resultants es diu que són commensurats si s'obtenen d'acord amb la mateixa descripció i procediment experimental reproduïble.

## Dades reproduïbles
La reproductibilitat és un dels components de la precisió d'un mètode de prova. L'altre component és la repetibilitat.
La reproductibilitat es determina per programes de prova interlaboratoris controlats.

## Resultats irreproduïbles notables
Hideyo Noguchi va esdevenir famós per identificar correctament el bacteri de la sífilis, però també sostenia que l'havia pogut cultivar en el laboratori. Ningú més ha pogut reproduir aquest darrer resultat.
El març de 1989, els químics de la Universitat de Utah Stanley Pons i Martin Fleischmann van informar que la producció d'un excés de calor només podia ser explicat per un procés nuclear ("fusió freda"). Ningú va poder tornar a obtenir aquest resultat amb l'experiment que els havia portat a aquesta conclusió.
L'experiment de Nikola Tesla de 1904 amb el qual va dir que havia pogut enviar i rebre energia elèctrica sense cables no es va poder reproduir.